# Věznice Evín
Věznice Evín (persky زندان اوین) je nápravné zařízení v íránském hlavním městě Teheránu. Jeho kapacita se odhaduje na 15 000 vězňů. Není tak velké jako centrální věznice ve Fašafúje, avšak je ve světě proslulé v souvislosti s represemi vůči íránské opozici.
Věznice byla zřízena roku 1972 v rezidenci bývalého premiéra Zijáeddína Tabatabaího ve čtvrti Evín na severu metropole. Šáhova tajná policie SAVAK zde držela odpůrce režimu, jako byli členové levicových stran Túde a Lidoví mudžáhedíni nebo klerikové Hosejn Alí Montazerí a Mahmúd Taleghání. Za islámské revoluce byla většina vězňů propuštěna, avšak po utužení teokratického režimu došlo naopak k výraznému rozšíření věznice a jsou zde vykonávány i popravy, např. mnoho kritiků Rúholláha Chomejního bylo zabito v létě 1988.
Vedle kriminálníků je zde internováno i mnoho politických vězňů, jako jsou lidskoprávní aktivisté, křesťanští konvertité, baháisté i cizinci obvinění ze špionáže, lidé jsou v Evínu často drženi i bez soudního rozhodnutí. Pro množství vězněných intelektuálů dostalo zařízení přezdívku „Evínská univerzita“. Nejobávanější částí věznice je oddělení č. 209, kde podle řady svědectví dochází ke znásilňování, mučení i psychickému nátlaku, jako jsou fingované popravy. K mediálně známým evínským vězňům patří filmoví režiséři Džafar Panahí a Hossein Rajabian, novinář Rúholláh Zam, právnička Nasrín Sotúdeová, australská islamistka Kylie Moore-Gilbertová nebo Clotilde Reissová, francouzská studentka obviněná z vyzvědačství proti Íránu.
V roce 2006 byla skupině zahraničních novinářů umožněna krátká návštěva vězení.
Ve věznici se roku 1983 narodila herečka a režisérka Maryam Zaree, která o svém životním příběhu natočila dokumentární film Narozena v Evínu. Poměry ve věznici popsala ve své autobiografii také Marina Nematová. Na porušování lidských práv v Evínu upozornili i nositelka Nobelovy ceny Širín Ebadiová a bývalý prezidentský kandidát Mahdí Karrúbí.